# Calcarele de la Godinești
Calcarele de la Godinești reprezintă o arie protejată de interes național (Legea 5/2000) ce corespunde categoriei a IV-a IUCN (rezervație naturală, tip mixt), situată în Munții Metaliferi, pe teritoriul satulul Godinești, comuna Zam, județul Hunedoara. 

Rezervația are o suprafață de 6 ha. și prezintă o formă de relief formată pe calcare, având formațiuni carstice tipice cu habitate dominate de floră termofilă și faună alcătuită cu specii de păsări și lilieci.